# Xestoblatta para
Xestoblatta para är en kackerlacksart som beskrevs av Morgan Hebard 1926. Xestoblatta para ingår i släktet Xestoblatta och familjen småkackerlackor. Inga underarter finns listade i Catalogue of Life.